# 向阳镇 (同江市)
向阳镇，是中华人民共和国黑龙江省佳木斯市同江市下辖的一个镇。
2013年1月18日，黑龙江省民政厅批复同意撤销向阳乡，设立向阳镇。

## 行政区划
向阳镇下辖以下地区：
向阳村、奋斗村、红旗村、朝阳村、东升村、燎原村、新兴村、同富村、同兴村和黎明村。